# Jan Plaček (kněz)
Jan Plaček (* 1. srpna 1964, Opava) je český římskokatolický kněz, farář v Ludgeřovicích a papežský kaplan.
Po kněžském svěcení, které přijal 30. června 1990 v Olomouci, se stal farním vikářem v Holešově a excurrendo také v Kostelci u Holešova a od roku 1992 i v Žeranovicích. V roce 1993 byl přeložen do Ludgeřovic a v červenci 1994 se stal tamním farářem, od roku 1995 pak byl rovněž místoděkanem hlučínského děkanátu. Roku 1997 se stal farářem v Ostravě-Moravské Ostravě a administrátorem excurrendo v Ostravě-Slezské Ostravě, krátce také spravoval excurrendo farnost Ostrava-Heřmanice. Dne 12. ledna 2012 jej papež Benedikt XVI. jmenoval kaplanem Jeho Svatosti.V roce 2024 byl opět přeložen do Ludgeřovic.